# Antonio Jesús Vázquez Muñoz
Antonio Jesús Vázquez Muñoz, conegut futbolísticament com a Jesús Vázquez (nascut el 18 de gener de 1980 a Santa Olalla del Cala, Huelva), és un exfutbolista andalús, que jugava com a migcampista.
Va jugar 382 partits de Segona Divisió i va marcar 34 gols en 12 temporades, representant principalment el CD Tenerife i el Recreativo (quatre anys cadascun). Va sumar 105 aparicions a La Lliga en una carrera sènior de 19 anys, amb el segon club així com amb el Deportivo de La Coruña. Va jugar amb el Recreativo de Huelva la major part de la seva carrera esportiva, essent el jugador que més vegades ha defensat la camiseta del Recreativo en tota la seva història. Actualment és president del Recreativo de Huelva.